# Rosa Zárate
Rosa Zárate, inaczej zwane Quinindé – miasto w Ekwadorze, w prowincji Esmeraldas, stolica kantonu Quinindé.

## Opis
Miasto zostało założone w 1840 roku. Przez miasto przebiega droga krajowa E20.